# Peter Adler Alberti

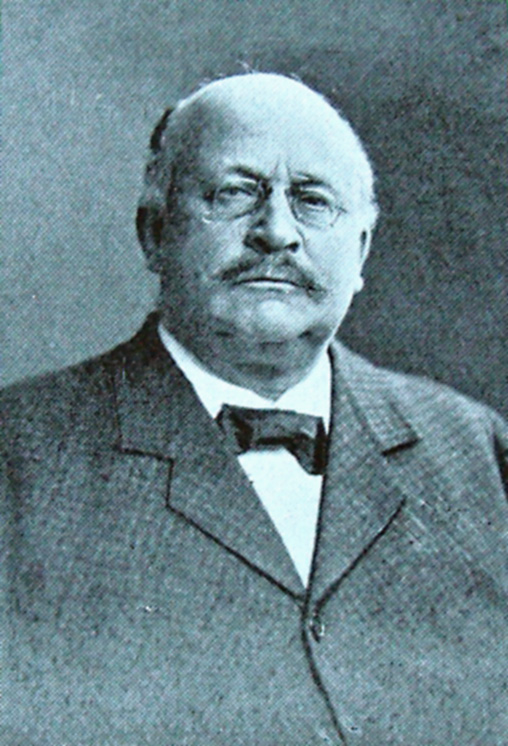
Peter Adler Alberti.

Peter Adler Alberti, född den 10 juni 1851 i Köpenhamn, död där den 14 juni 1932, var en dansk jurist och politiker. Alberti var son till advokaten och politikern Carl Christian Alberti och bror till kvinnosakskämpen Sophie Alberti.

## Biografi
Efter juristexamen anställdes Alberti i den av fadern grundade banken. Han blev 1876 overrets- och 1881 højesteretssagfører samt 1887 suppleant för fadern som ordförande i Den sjællandske Bondestands Sparekasses styrelse. Han blev 1890 dess ordförande. Redan då hade Alberti inlett omfattande affärer i lantegendomar, vilka slutade med stora förluster, och hade, till stor del för att reparera dem, 1888 grundat två nya ekonomiska företag, det ena för smörexport och det andra för försäkring av mindre lantegendomar. Genom sin verksamhet hade Alberti lyckats vinna böndernas förtroende och invaldes 1892 i folketinget, där han anslöt sig till den moderata vänstern. I politiken gjorde sig hans energi och begåvning gällande, samtidigt som opportunistiska och fördomsfria metoder framträdde. 
År 1895 frångick han sin förutvarande politiska uppfattning och medverkade vid tillkomsten av den så kallade reformvänstern. Han blev en av det nybildade partiets förgrundsfigurer. År 1901 utnämndes han till justitieminister och fungerade som sådan till 1908, först i Johan Henrik Deuntzers ministär och från 1905 i Jens Christian Christensens. Under Albertis ministertid genomfördes den stora rättsreformen och ett par smärre lagändringar, bland vilka kan nämnas antagandet av en lag om försummade och vanartade barn och avskaffandet av den offentliga prostitutionen. Även hans gärning som justitieminister präglades av initiativkraft men också av hänsynslöshet. 
Rykten om oegentligheter i stor skala från Albertis sida hade länge cirkulerat; de fick bestämd form under 1907-08, då de i folketinget öppet uttalades av olika politiska motståndare. Alberti försvarade sig mot angreppen och fick hjälp av andra statsråd, bland andra J. C. Christensen, men nödgades avgå i juli 1908. Den 8 september samma år fick saken en oväntad lösning, då Alberti själv anmälde sig hos polisen i Köpenhamn för förfalskning och bedrägerier, vilka visade sig handla om summor på omkring 16 miljoner kronor. Efter en rättegång, som varade i mer än två år och skakade hela Danmark, dömdes han 1910 till åtta års tukthus, men benådades 1917.